# Jezioro Stackie
Jezioro Stackie (niem. Statzer See) – jezioro w województwie warmińsko-mazurskim, w powiecie ełckim, w gminie Kalinowo, leżące na terenie Pojezierza Ełckiego, w dorzeczu: Lega, Biebrza, Narew, Wisła. Jezioro stanowi część Jeziora Rajgrodzkiego.

## Dane morfometryczne
Powierzchnia zwierciadła wody według różnych źródeł wynosi od 344 ha przez 356 ha do 397,79 ha.
Zwierciadło wody położone jest na wysokości 118,4 m n.p.m..
Głębokość maksymalna według różnych źródeł wynosi od 24,5 m do 35 m.